# Gefühlt Mitte Zwanzig
Gefühlt Mitte Zwanzig (Originaltitel: While We’re Young) ist eine US-amerikanische Tragikomödie mit Ben Stiller, Naomi Watts, Amanda Seyfried und Adam Driver aus dem Jahr 2014. Regie führte Noah Baumbach, der den Film auch produzierte und das Drehbuch verfasste.

## Handlung
Der einst erfolgreiche Dokumentarfilmer Josh müht sich seit Jahren mit der Fertigstellung eines kapitalismuskritischen Films ab. Mit Cornelia führt der Mittvierziger eine in die Jahre gekommene Mittelständler-Ehe in New York. Dass ein befreundetes gleichaltriges Paar ein Kind bekommt, lässt sie ihre eigene Einstellung zu Kindern überprüfen. Eines Tages lernt Josh das deutlich jüngere Hipster-Pärchen Jamie und Darby kennen. Sie bewundern ihn, zumal Jamie selbst an einem Dokumentarfilm arbeitet und in Josh ein Vorbild sieht. Sie freunden sich an, und inspiriert von den beiden fühlen sich Josh und Cornelia selbst wieder wie Mittzwanziger, bis die Realität sie wieder einholt. Gleichzeitig stellt sich mehr und mehr heraus, dass Jamie Josh ausnutzen wollte, um als Dokumentarfilmer Karriere zu machen.

## Hintergrund
Premiere hatte der Film 2014 beim Toronto International Film Festival. Premiere in den US-Kinos war am 27. März 2015, in Deutschland am 30. Juli 2015. Noah Baumbach hatte unter anderem bereits Der Tintenfisch und der Wal, Greenberg und Frances Ha gedreht.

## Synchronisation
Die deutsche Synchronisation entstand nach einem Dialogbuch und unter der Dialogregie von Timmo Niesner im Auftrag der Scalamedia GmbH in Berlin.
| Rolle               | Darsteller      | Synchronsprecher |
| ------------------- | --------------- | ---------------- |
| Josh Schrebnick     | Ben Stiller     | Oliver Rohrbeck  |
| Cornelia Schrebnick | Naomi Watts     | Claudia Lössl    |
| Jamie Massey        | Adam Driver     | Sebastian Schulz |
| Darby Massey        | Amanda Seyfried | Magdalena Turba  |
| Leslie Breitbart    | Charles Grodin  | Helmut Gauß      |
| Fletcher            | Adam Horovitz   | Viktor Neumann   |
| Kent Airlington     | Brady Corbet    | Jesco Wirthgen   |
| Marina              | Maria Dizzia    | Ghadah Al-Akel   |
| Ira Mandelstam      | Peter Yarrow    | Victor Deiß      |

## Soundtrack
Der Soundtrack stammt von Antonio Vivaldi, James Murphy und anderen.
| Komponist/Künstler     | Titel                                |
| ---------------------- | ------------------------------------ |
| James Murphy           | Only The Stars Above Welcome Me Home |
| James Murphy           | Golden Years                         |
| James Murphy           | We Used To Dance                     |
| Paul McCartney & Wings | Nineteen Hundred And Eighty Five     |
| Survivor               | Eye of the Tiger                     |
| Haim                   | Falling Duke Dumont Remix            |
| Lionel Richie          | All Night Long All Night             |
| Danny Kaye             | The Inch Worm                        |
| A Tribe Called Quest   | Buggin’ Out                          |
| Foreigner              | Waiting For A Girl Like You          |
| David Bowie            | Golden Years                         |

## Kritiken
- Peter Bradshaw erklärte im Guardian, dass der Film unerträglich traurig wäre, wenn er nicht auch lustig wäre.[4]
- Richard Corliss äußerte auf der Website der Time, dass man beim Schauen des Filmes eine schöne Zeit habe.[5]
- Martin Schwickert schrieb auf Zeit Online, selten habe ein Film „die Nuancen der Selbstverleugnung, die mit einer uneingestandenen Midlife-Crisis einhergehen, derart genau und humorvoll herausgearbeitet“.[6]
- FAZ-Feuilletonkorrespondent Andreas Kilb bemängelte, Regisseur Baumbach habe für seine Komödie die „idealen Akteure für seine Generationenkomödie zur Hand“ gehabt, doch lasse er sie nicht aufeinander los, er führe sie nur spazieren.[7]
- „Klüger wird man in diesem Sommer nicht unterhalten“, urteilte Hannah Pylarczyk auf Spiegel Online; Regisseur Baumbach bediene sich zudem gekonnt wechselnder Quellen von Humor.[8]
- Im Kulturmagazin Perlentaucher bedauerte Rajko Burchardt, dass „das in den vorherigen Filmen des Regisseurs stets evidente Interesse an Menschen, die nicht anders können, als sich gegenseitig im Weg zu stehen, einem seltsamen Altherrenzynismus gewichen“ sei.[9]
- Bei Rotten Tomatoes erreichte der Film 84 Prozent bei den Kritikern, bei den Zuschauern waren es 51 Prozent.[10]
- Von Moviepilot wurden auf einer Skala von 0 bis 10 Punkten im Schnitt 6,5 Punkte vergeben.[11]